# London Borough of Camden

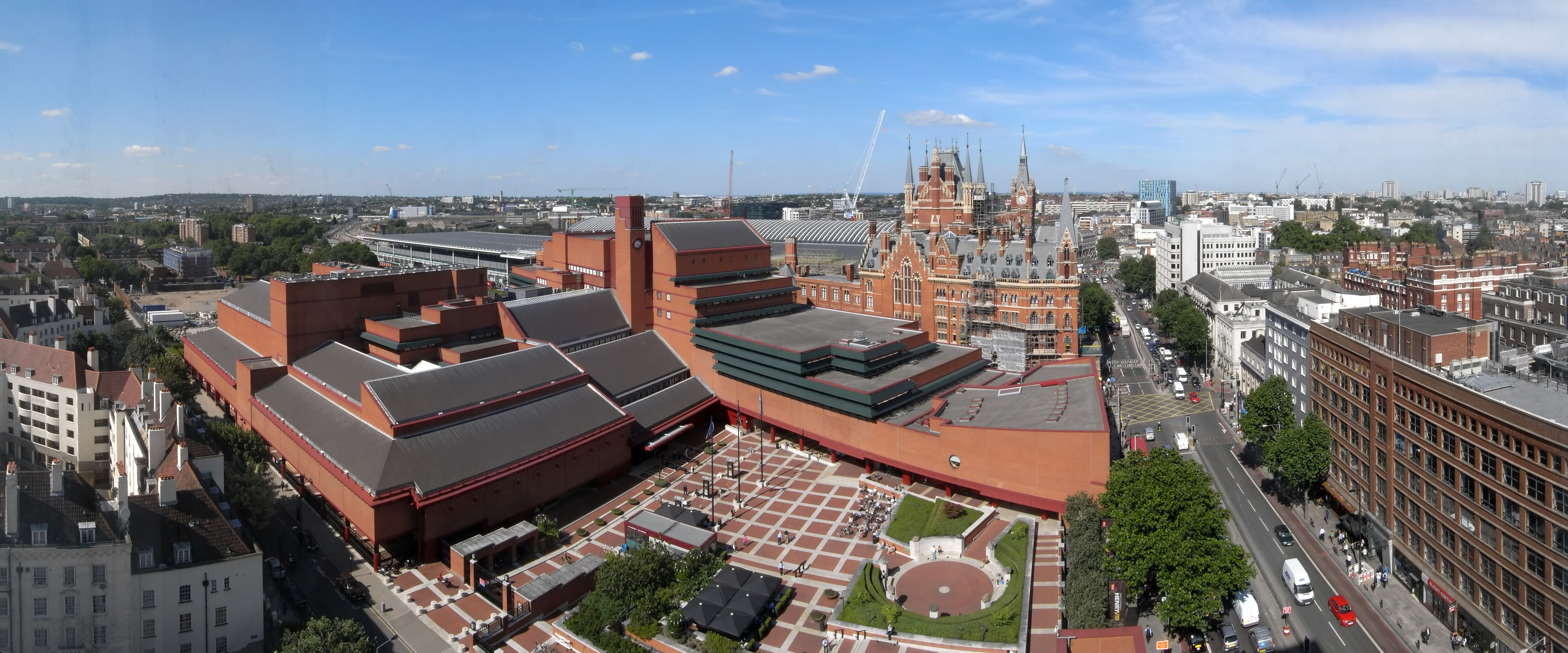
British Library i St Pancras International

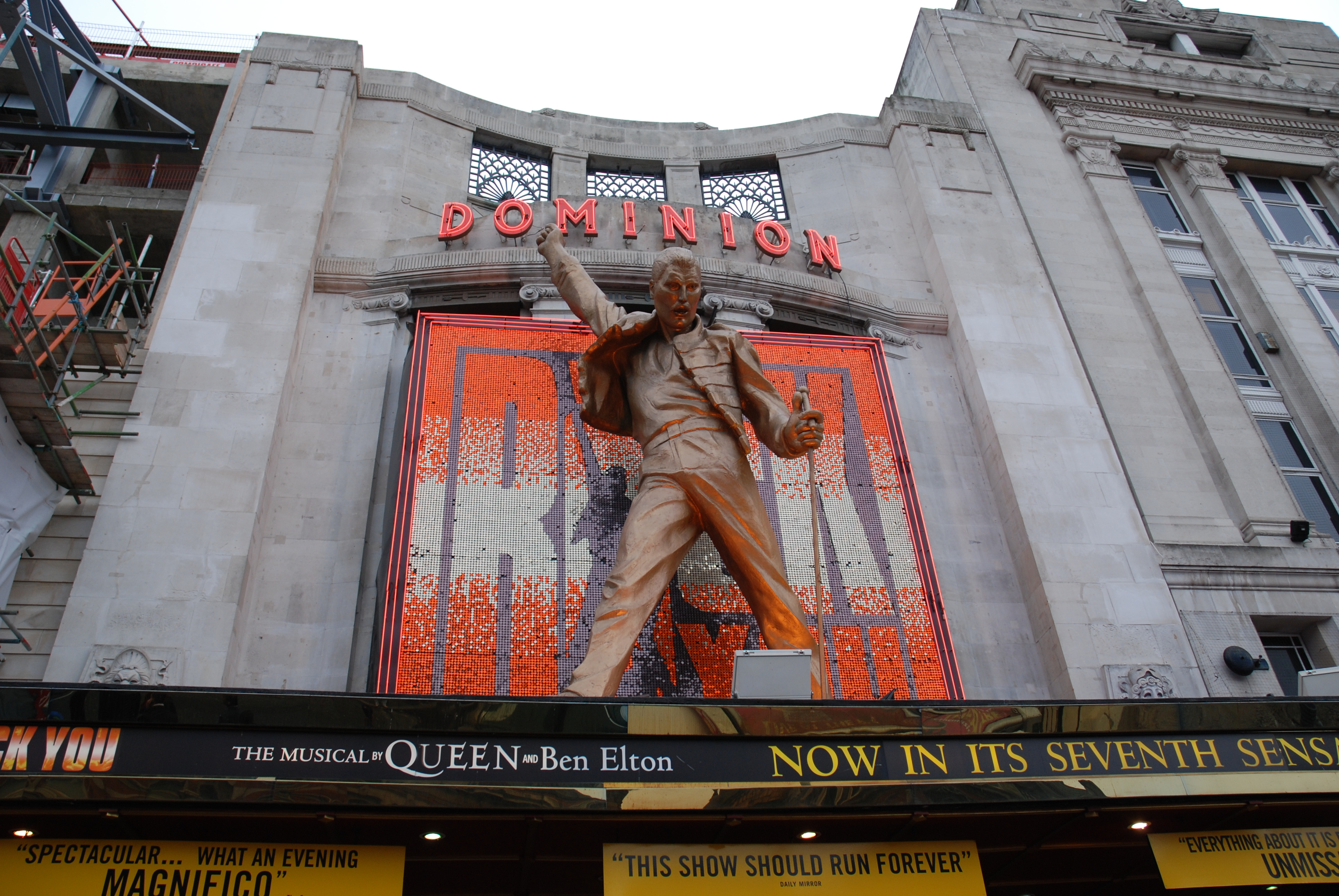
Dominion Theatre

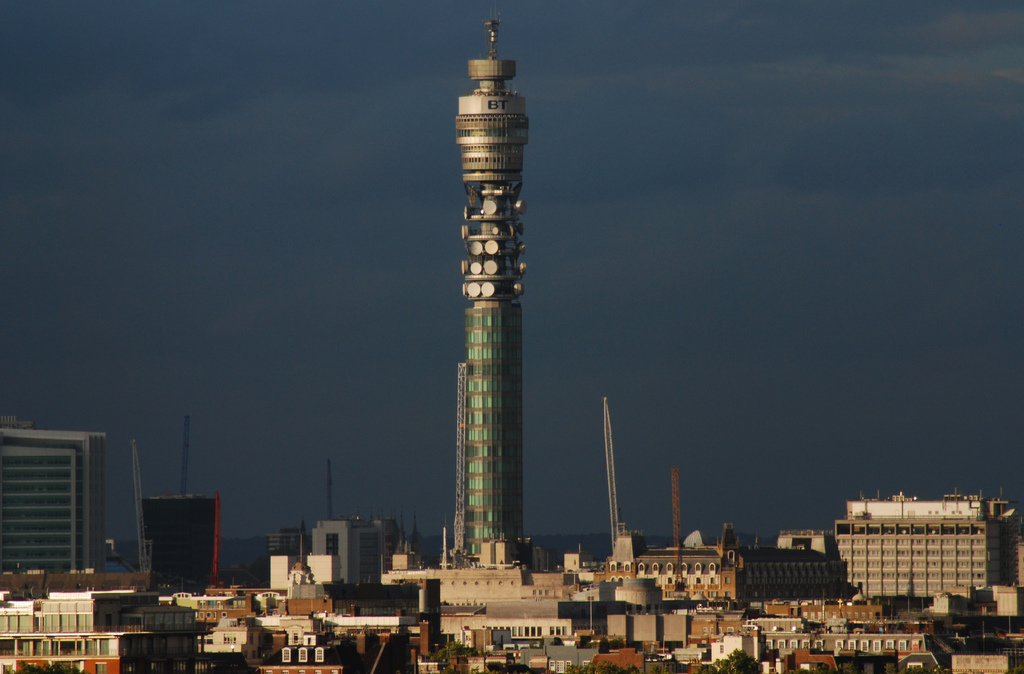
BT Tower

London Borough of Camden – jedna z 32 gmin Wielkiego Londynu położona w jego północno-zachodniej części. Wraz z 11 innymi gminami wchodzi w skład tzw. Londynu Wewnętrznego. Jej nazwa pochodzi od Camden Town. Władzę stanowi Rada Gminy Camden (ang. Camden Council).

## Historia
Gminę utworzono w 1965 na podstawie ustawy London Government Act 1963  ze stołecznych gmin Hampstead (ang. Metropolitan Borough of Hampstead), Holborn (ang. Metropolitan Borough of Holborn) i St Pancras (ang. Metropolitan Borough of St Pancras), które utworzono w 1900 roku w ramach podziału hrabstwa County of London na 28 gmin.

## Geografia
Gmina Camden ma powierzchnię 21,8 km², graniczy od wschodu z Islington,  od zachodu z Brent, od południa z Westminster oraz City, zaś od północy z Haringey  i Barnet.
W skład gminy Camden wchodzą następujące obszary:
| - Bloomsbury - Camden Town - Dartmouth Park - Fitzrovia (na granicy z Westminster) - Gospel Oak - Hampstead - Highgate (na granicy z Islington i Haringey) - Holborn - Kentish Town - Kilburn (na granicy z Brent) | - King’s Cross - Primrose Hill - Regent's Park - Somers Town - South Hampstead - St Pancras - Swiss Cottage - Vale of Heath - West Hampstead |

Gmina dzieli się na 18 okręgów wyborczych które nie pokrywają się dokładnie z podziałem na obszary, zaś mieszczą się w dwóch rejonach tzw. borough constituencies – Hampstead and Kilburn i Holborn and St Pancras.
| - Belsize (Hampstead and Kilburn) - Bloomsbury (Holborn and St Pancras) - Camden Town with Primrose Hill (Holborn and St Pancras) - Cantelowes (Holborn and St Pancras) - Fortune Green (Hampstead and Kilburn) - Frognal and Fitzjohns (Hampstead and Kilburn) - Gospel Oak (Holborn and St Pancras) - Hampstead Town (Hampstead and Kilburn) - Haverstock (Holborn and St Pancras) | - Highgate (Holborn and St Pancras) - Holborn and Covent Garden (Holborn and St Pancras) - Kentish Town (Holborn and St Pancras) - Kilburn (Hampstead and Kilburn) - King’s Cross (Holborn and St Pancras) - Regent's Park (Holborn and St Pancras) - St. Pancras and Somers Town (Holborn and St Pancras) - Swiss Cottage (Hampstead and Kilburn) - West Hampstead (Hampstead and Kilburn) |

## Demografia
W 2011 roku gmina Camden zamieszkiwało 220 338  mieszkańców.
Podział mieszkańców według grup etnicznych na podstawie spisu powszechnego z 2011 roku.
| - Biali Brytyjczycy: 96 937 (44,0%) - Biali Irlandczycy: 7 053 (3,2%) - Podróżnicy irlandzcy: 167 (0,1%) - Pozostali biali: 41 898 (19,0%) - Mieszani Karaibowie: 2 494 (1,1%) - Mieszani Afrykanie: 1 800 (0,8%) - Mieszani Azjaci: 3 880 (1,8%) - Pozostali mieszani: 4 148 (1,9%) - Hindusi: 6 083 (2,8%) | - Pakistańczycy: 1 489 (0,7%) - Banglijczycy: 12 503 (5,7%) - Chińczycy: 6 493 (2,9%) - Pozostali Azjaci: 8 878 (4,0%) - Czarni Afrykanie: 10 802 (4,9%) - Czarni Karaibowie: 3 496 (1,6%) - Pozostali czarni: 3 762 (1,7%) - Arabowie: 3 432 (1,6%) - Pozostałe grupy etniczne: 5 023 (2,3%) |

Podział mieszkańców według wyznania na podstawie spisu powszechnego z 2011 roku.
- Chrześcijaństwo -  34,0%
- Islam – 12,1%
- Hinduizm – 1,4%
- Judaizm – 4,5%
- Buddyzm – 1,3%
- Sikhizm – 0,2%
- Pozostałe religie – 0,6%
- Bez religii – 25,5%
- Nie podana religia – 20,5%

Podział mieszkańców według miejsca urodzenia na podstawie spisu powszechnego z 2011 roku.
| - Wielka Brytania (126 695 – 57,50%) - Stany Zjednoczone (6 264 – 2,84%) - Bangladesz (5 947 – 2,70%) - Irlandia (5 211 – 2,37%) - Francja (3 742 – 1,70%) - Australia (3 499 – 1,59%) - Włochy (3 238 – 1,47%) - Niemcy (2 993 – 1,36%) - Somalia (2 879 – 1,31%) - Indie (2 667– 1,21%) - Południowa Afryka (2 304 – 1,05%) - Polska (2 285 – 1,04%) - Chiny (2 036 – 0,92%) - Iran (1 752 – 0,80%) | - Filipiny (1 730 – 0,79%) - Hiszpania (1 712 – 0,78%) - Portugalia (1 133 – 0,51%) - Nigeria (1 060 – 0,48%) - Turcja (799 – 0,36%) - Pakistan (716 – 0,32%) - Ghana (593 – 0,27%) - Kenia (549 – 0,25%) - Sri Lanka (459 – 0,21%) - Jamajka (406 – 0,18%) - Rumunia (405 – 0,18%) - Zimbabwe (318 – 0,14%) - Litwa (253 – 0,11%) - pozostali (38 693 – 17,56%) |

## Transport

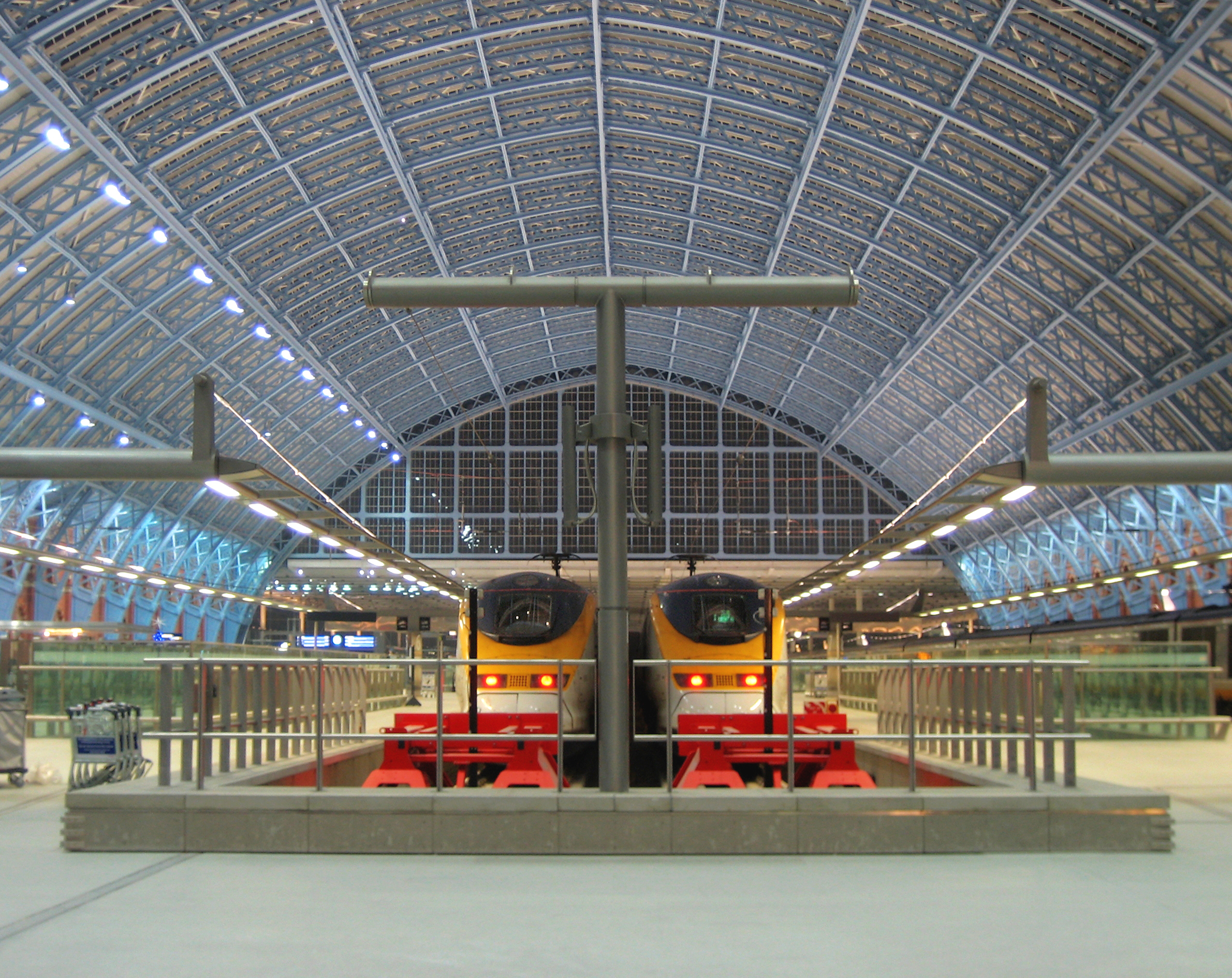
Eurostar na St Pancras

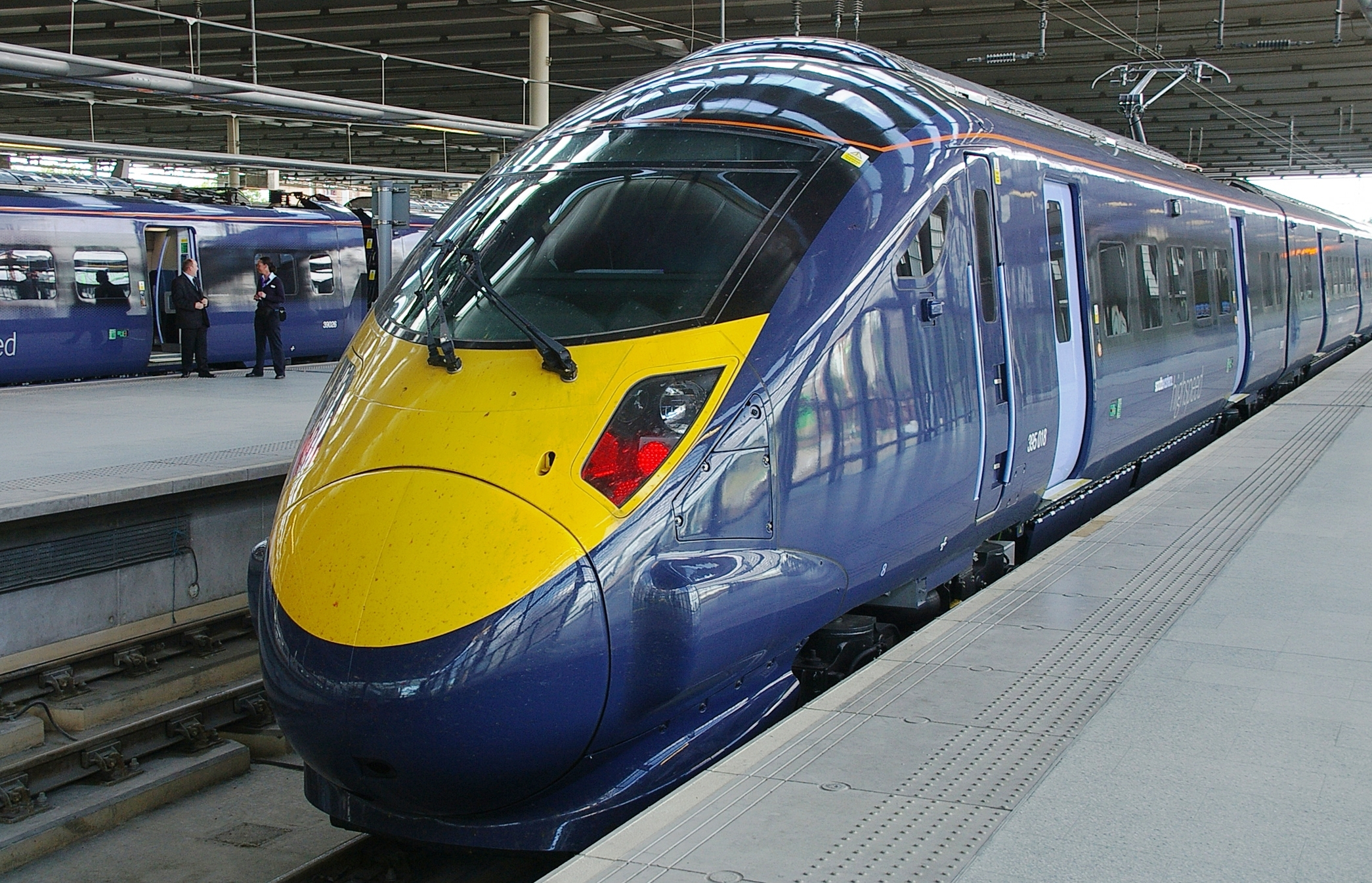
Southeastern Highspeed - British Rail Class 395

Przez dzielnicę Camden przebiega osiem linii metra: Central Line, Circle Line, Hammersmith & City Line, Jubilee Line, Metropolitan Line, Northern Line, Piccadilly line i Victoria Line.
Stacje metra:
- Belsize Park - Northern Line
- Camden Town - Northern Line
- Chalk Farm - Northern Line
- Chancery Lane (na granicy z City) - Central Line
- Euston - Northern Line i Victoria Line
- Euston Square - Circle Line, Hammersmith & City Line i Metropolitan Line
- Finchley Road - Jubilee Line i Metropolitan Line
- Goodge Street - Northern Line
- Hampstead - Northern Line
- Holborn - Central Line i Piccadilly line
- Kentish Town - Northern Line
- King’s Cross St. Pancras - Circle Line, Hammersmith & City Line, Metropolitan Line, Northern Line, Piccadilly line i Victoria Line.
- Mornington Crescent - Northern Line
- Russell Square - Piccadilly line
- Swiss Cottage - Jubilee Line
- Tottenham Court Road (na granicy z Westminster) - Central Line i Northern Line
- Tufnell Park (na granicy z Islington) - Northern Line
- Warren Street - Northern Line i Victoria Line
- West Hampstead - Jubilee Line

Pasażerskie połączenia kolejowe na terenie Camden obsługują przewoźnicy First Capital Connect, London Midland i London Overground. Poza tym St Pancras International to początkowa stacja linii kolei dużej prędkości High Speed 1, na której jeżdżą m.in. pociągi Eurostar oraz Southeastern Highspeed. 
Stacje kolejowe:
- Euston
- Kentish Town
- King’s Cross
- St Pancras International
- West Hampstead Thameslink

Stacje London Overground:
- Camden Road
- Euston
- Finchley Road & Frognal
- Gospel Oak
- Hampstead Heath
- Kentish Town West
- Kilburn High Road
- South Hampstead
- West Hampstead

## Miejsca i muzea

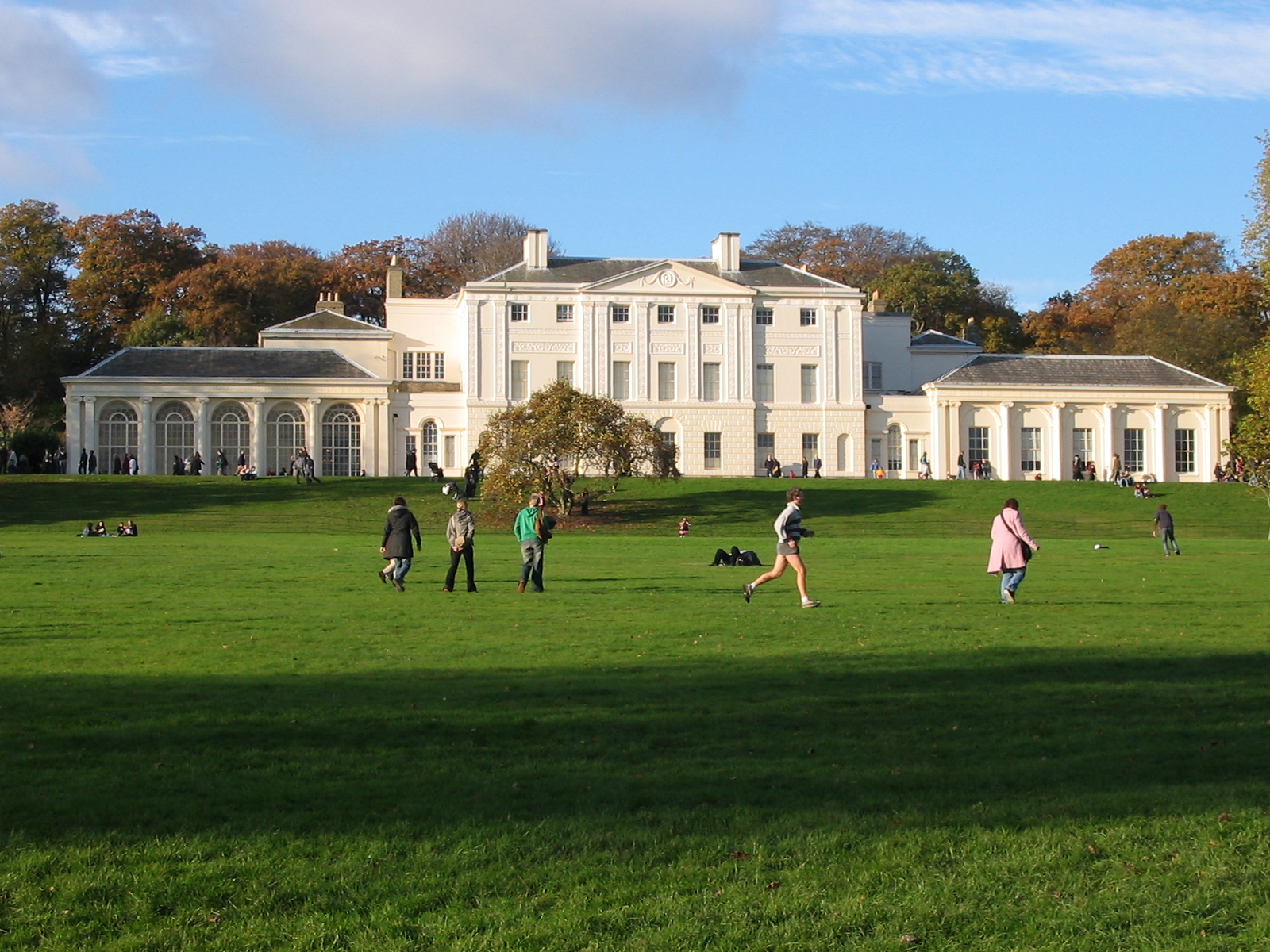
Kenwood House

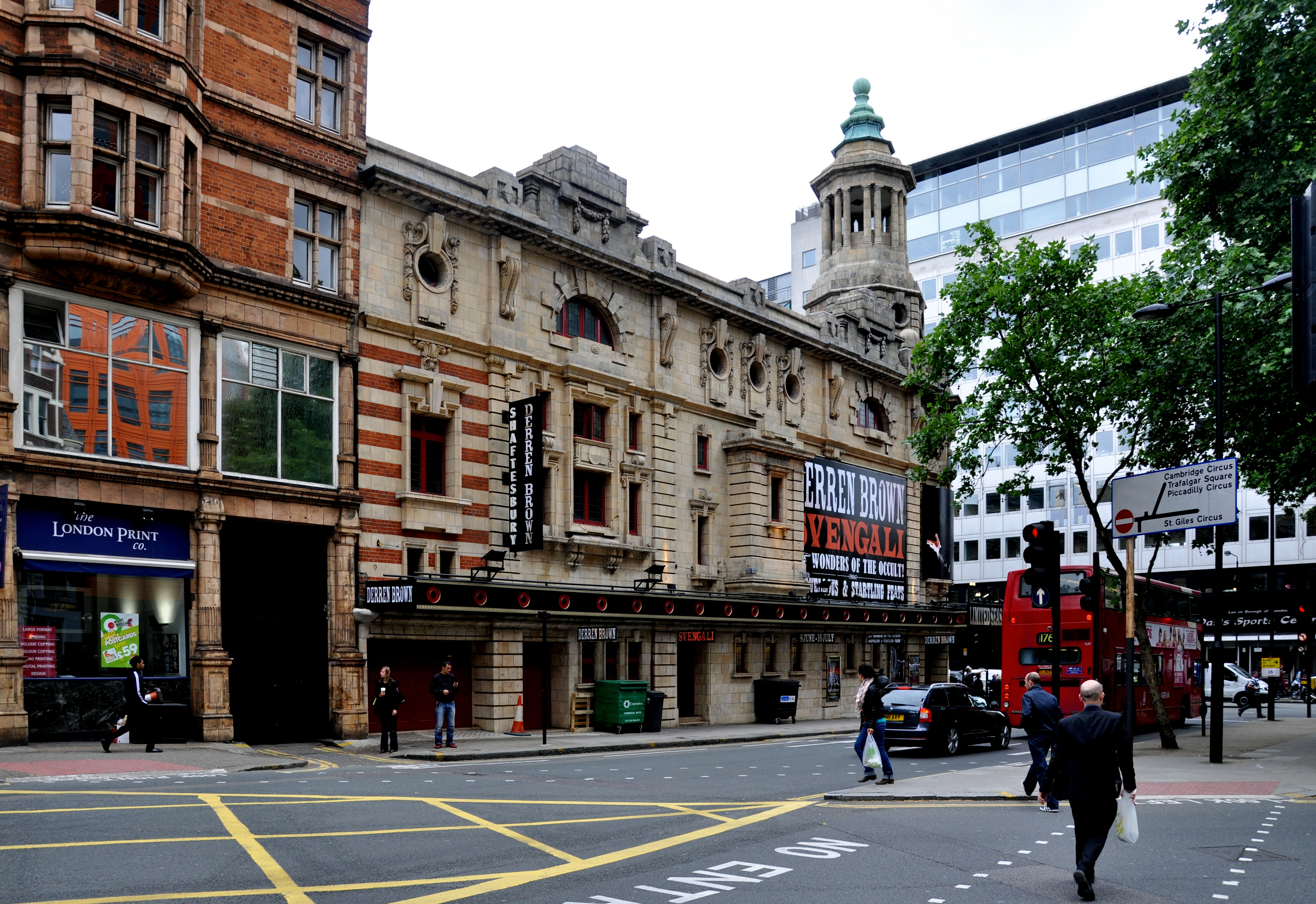
Shaftesbury Theatre

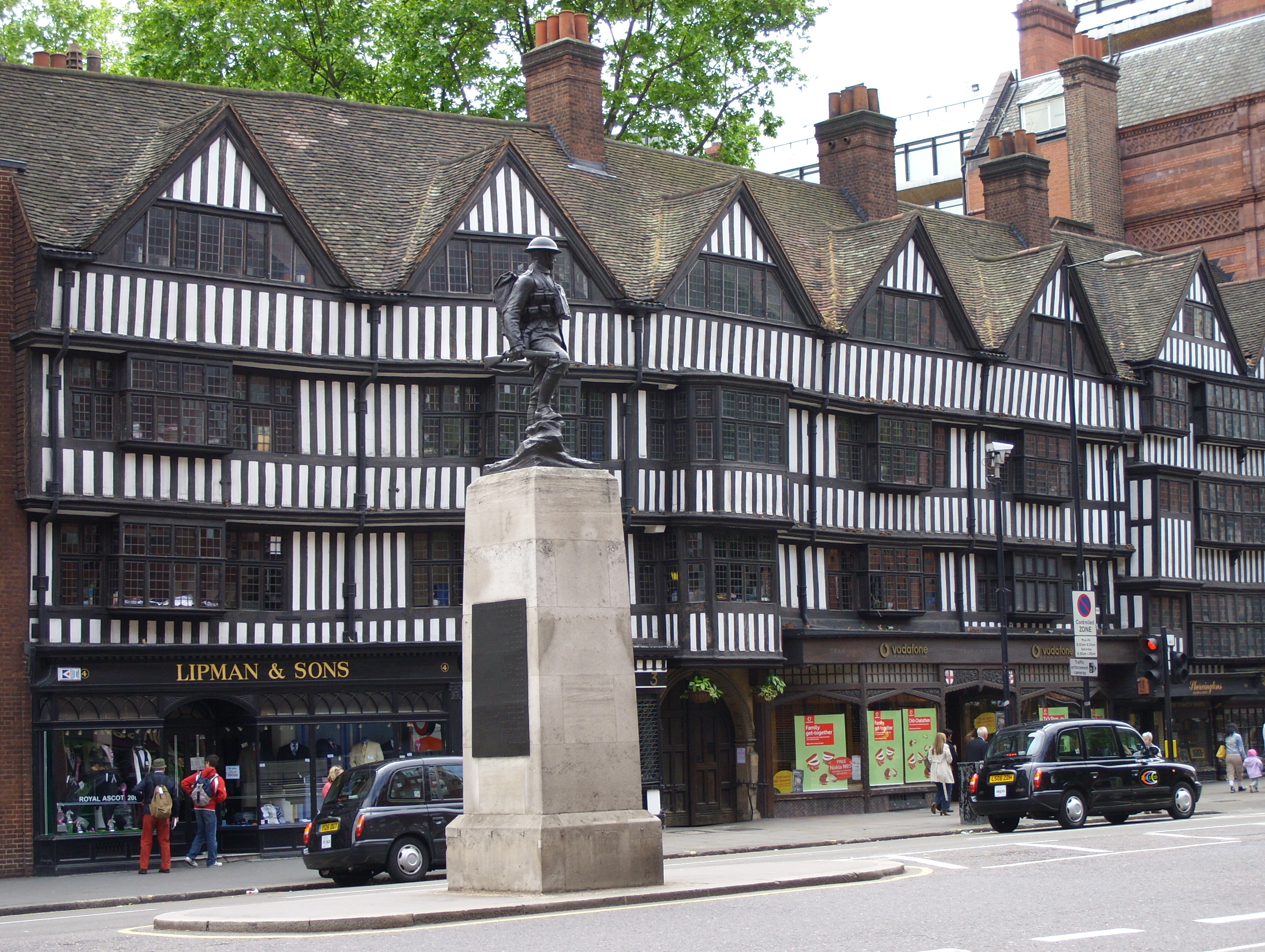
Staple Inn

- Muzeum Brytyjskie (ang. British Museum)
- Biblioteka Brytyjska (ang. British Library)
- Foundling Museum[11]
- Charles Dickens Museum[12]
- Freud Museum[13]
- Keats House[14]
- Kenwood House[15]
- Sir John Soane's Museum[16]
- London Jewish Museum[17]
- London Canal Museum[18]
- Wellcome Collection[19]/Wellcome Library[20]
- Dominion Theatre
- Camden Arts Centre[21]
- Bloomsbury Theatre[22]
- New End Theatre[23]
- Shaftesbury Theatre[24]
- Hampstead Theatre[25]
- Roundhouse[26]
- Upstairs at The Gatehouse[27]
- Electric Ballroom (klub znany jako miejsce wielu koncertów i imprez muzycznych)[28]
- Gray's Inn (jedna z czterech londyńskich palestr adwokackich)[29]
- Lincoln’s Inn (jedna z czterech londyńskich palestr adwokackich)[30]
- Staple Inn (zabytkowa zabudowa)
- Hatton Garden (ulica znana z jubilerów oraz centrum handlu diamentów w Wielkiej Brytanii)[31]
- Hampstead Heath
- Katakumby Camden[32]
- Camden Market (jeden z największych targów w Londynie)
- BT Tower
- rejs tramwajem wodnym po Regent's Canal z Camden Lock (Camden Town) do Little Venice (Maida Vale -  Westminster)[33]

## Edukacja

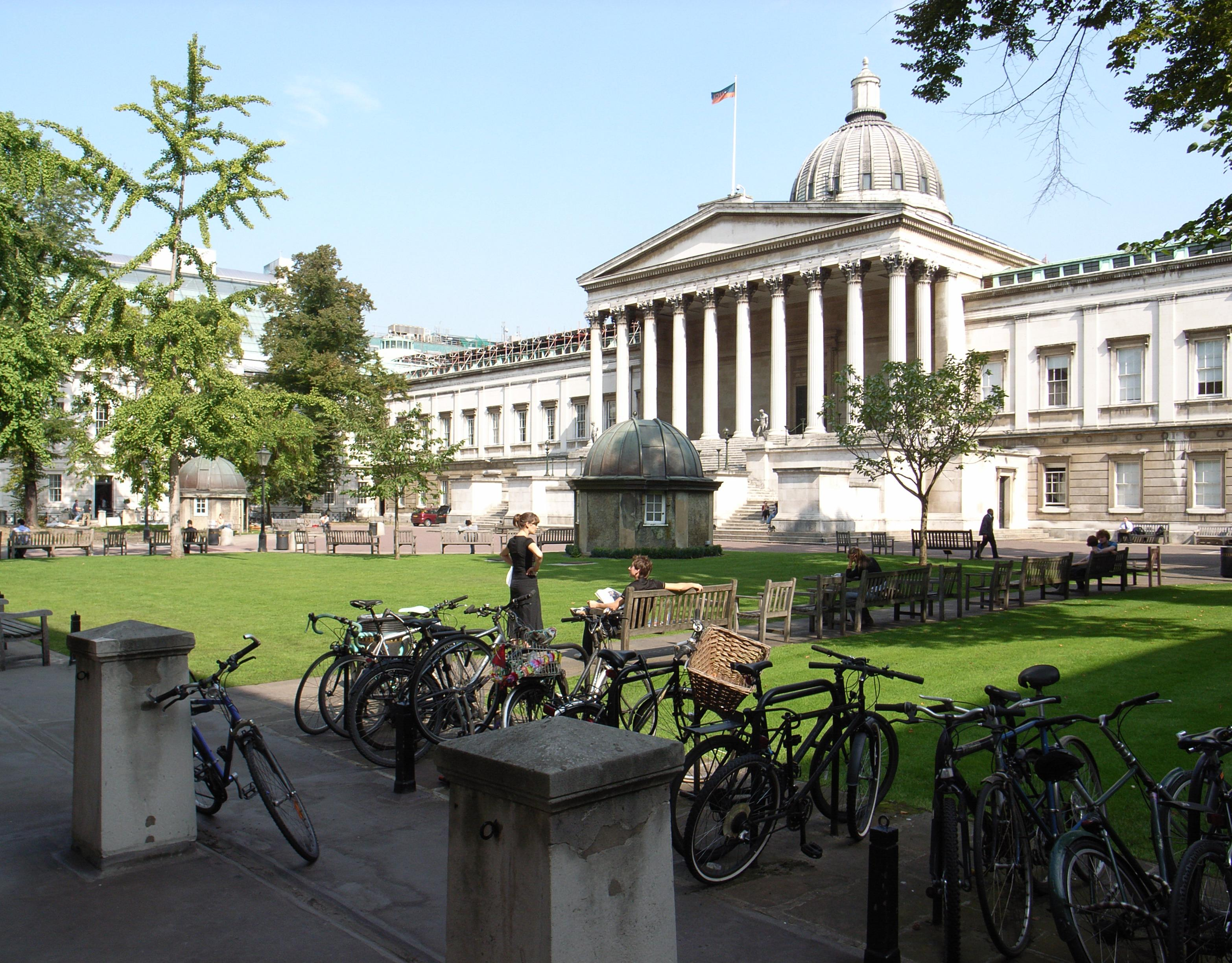
University College London

- Architectural Association School of Architecture[34]
- The College of Law (kampus Bloomsbury)
- Royal College of Surgeons of England[35]
- Royal Academy of Dramatic Art
- Royal College of Physicians[36]
- Working Men's College[37]
- University of London (główna siedziba), Senate House Library[38] oraz uczelnie członkowskie: 
  - University College London
  - Birkbeck
  - London's Central School of Speech and Drama
  - Royal Veterinary College (kampus Camden)[39]
  - School of Oriental and African Studies (kampus Russell Square)[40]
  - Slade School of Fine Art[41]
  - School of Advanced Study[42]
  - London School of Hygiene & Tropical Medicine
- kampusy amerykańskich uniwersytetów m.in. takich jak: University of California, Florida State University, Syracuse University, New York University
- Hult International Business School – London Campus[43]

## Znane osoby
W Camden  urodzili się m.in.
- Alan Ayckbourn – komediopisarz
- John Betjeman – poeta, eseista i krytyk literacki
- Dirk Bogarde – aktor
- Chris Bonington – alpinista, himalaista i podróżnik
- Marianne Faithfull – piosenkarka, aktorka
- Billie Fleming – kolarka
- Stephen Fry – aktor i pisarz
- Francis Aidan Gasquet – duchowny
- Anthony Head – aktor
- Oliver Heaviside – matematyk, fizyk i elektrotechnik
- Freddie Highmore – aktor
- Damon Hill – kierowca wyścigowy
- Andrew Fielding Huxley – fizjolog i biofizyk
- A.A. Milne – pisarz
- członkowie zespołu N-Dubz
- Gavin Rossdale – muzyk
- Mary Shelley – poetka i pisarka
- Slash – muzyk
- Dusty Springfield – piosenkarka
- Rod Stewart – piosenkarz
- Catherine Tate – aktorka

Ponadto 23 lipca 2011 w tej dzielnicy, w swym prywatnym mieszkaniu zmarła piosenkarka Amy Winehouse